# Schulpforte

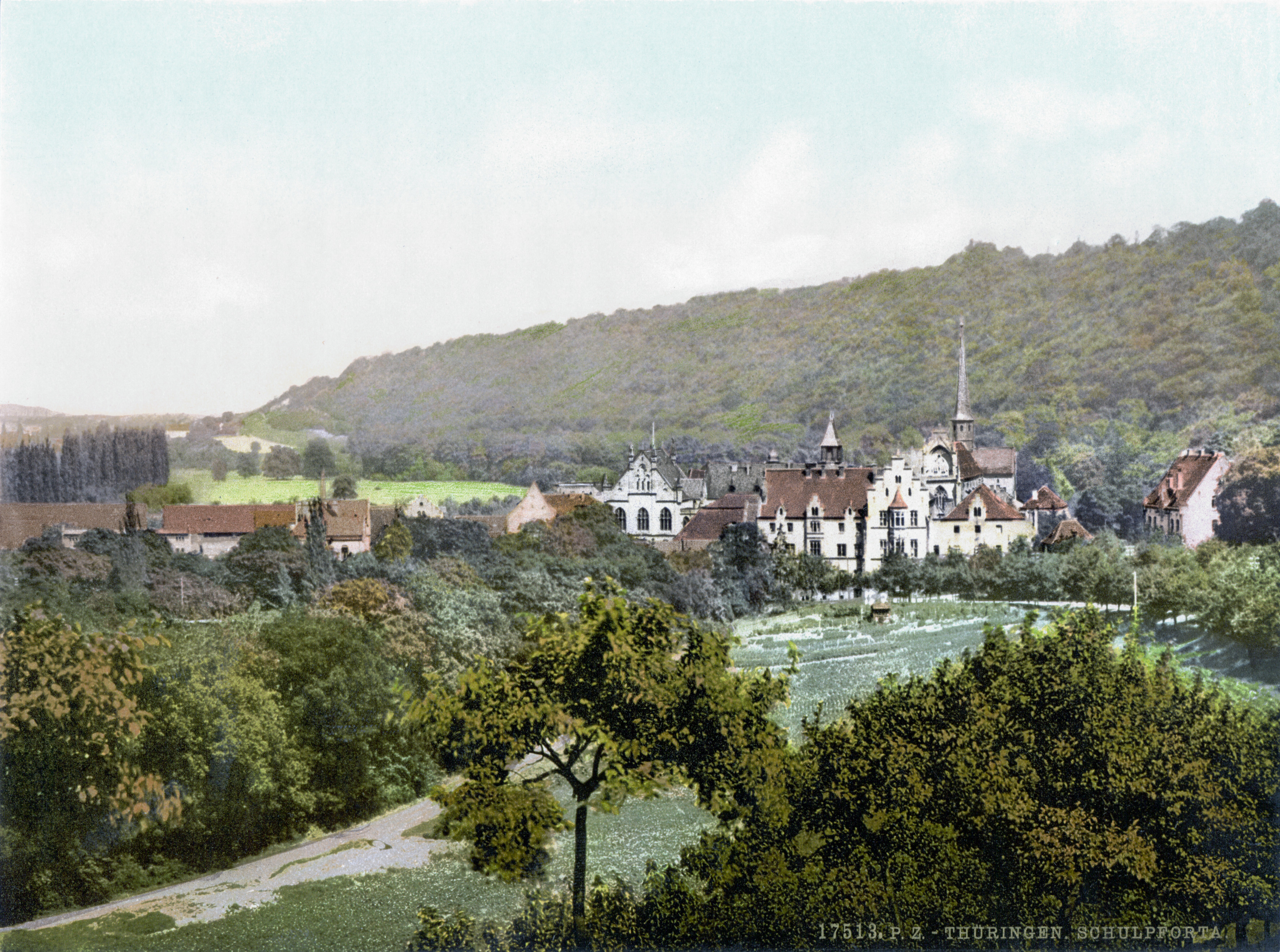
Schulpforte um 1900

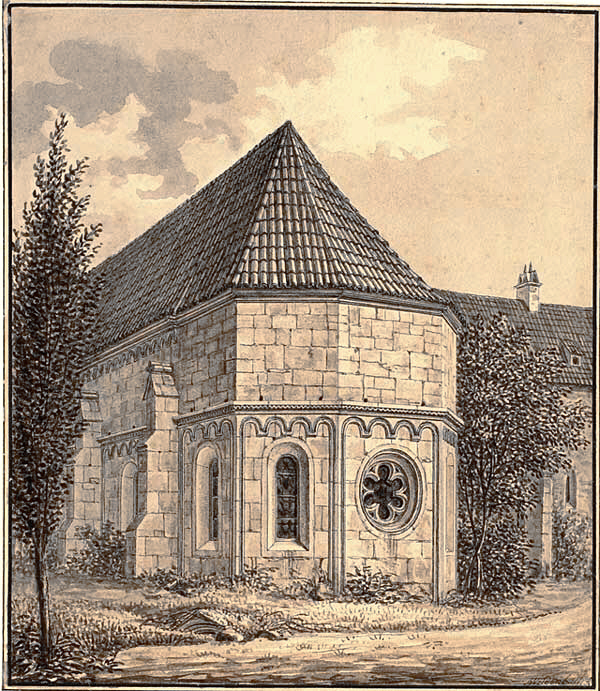
August Weidenbach: Abtskapelle Schulpforta

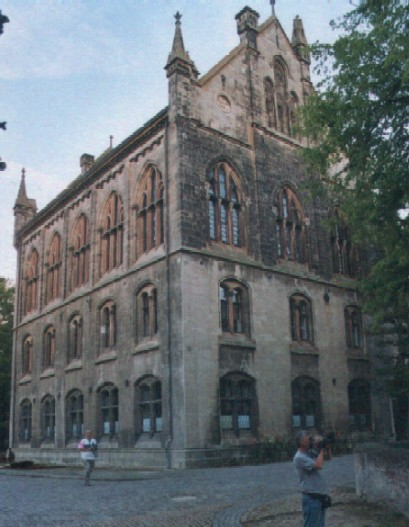
Schulhaus in Schulpforta

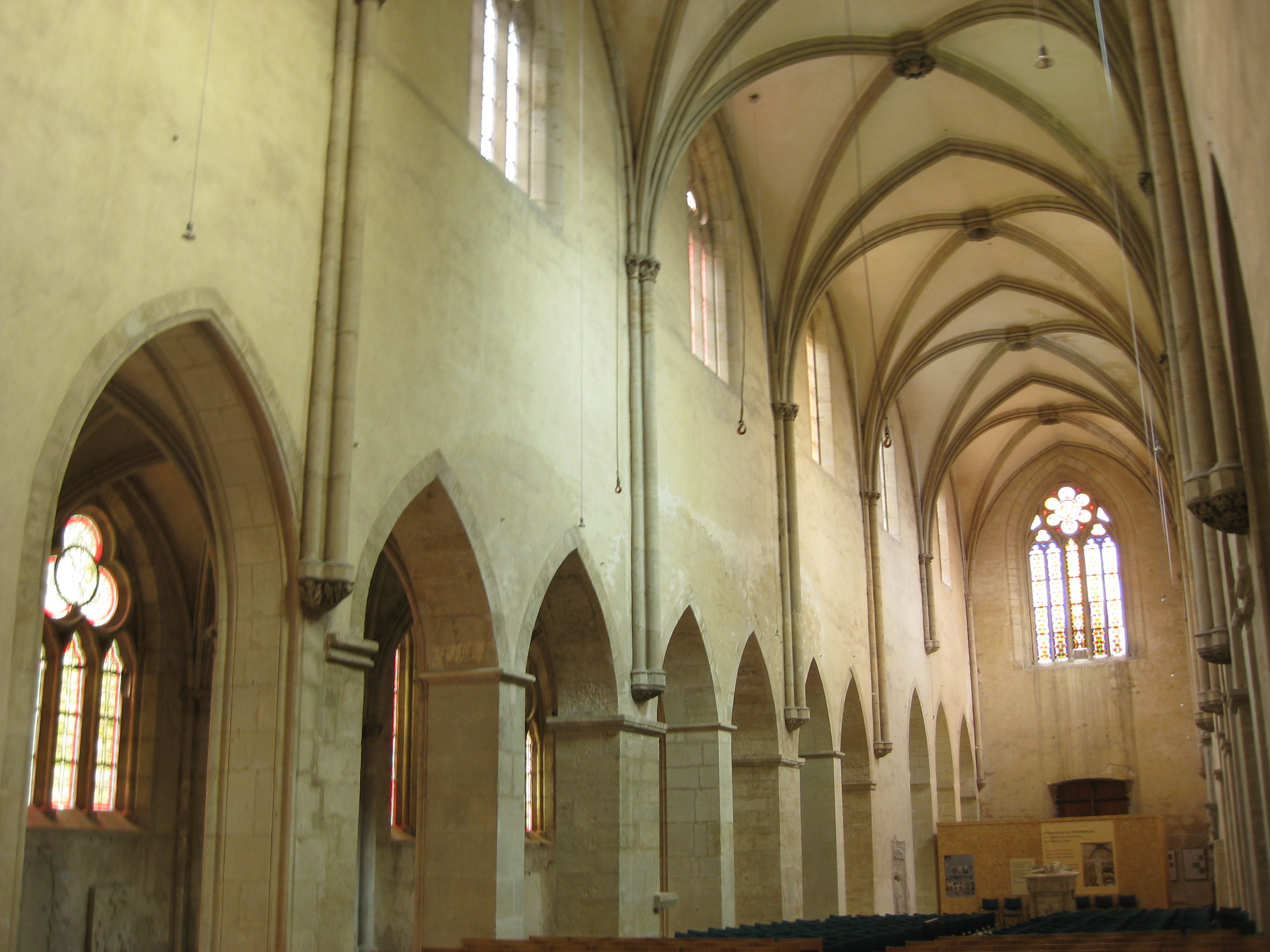
Die Kirche des Zisterzienserklosters Pforta

Schulpforte, früher auch Schulpforta (daher Landesschule Pforta), ist ein Ortsteil von Naumburg (Saale) im Burgenlandkreis in Sachsen-Anhalt. Im Januar 2020 lebten 126 Einwohner im Ort.

## Lage
Schulpforte liegt am südlichen Ufer der Saale zwischen Bad Kösen und Naumburg, unterhalb der Anhöhe Knabenberg. Die Bundesstraße 87 führt entlang der Saale durch den Ort.

## Geschichte
Bischof Udo I. von Naumburg verlegte 1137 das wenige Jahre zuvor in Schmölln gestiftete und mit Mönchen aus dem Kloster Walkenried besetzte Zisterzienser-Kloster an die Saale und gab ihm den Namen Claustrum apud Portam (Kloster an der Pforte) oder Porta Mariae (Marien-Pforte). Die gebräuchlichste lateinische Bezeichnung der Stiftung lautete: Claustrum Sanctae Mariae ad Portam, wörtlich übersetzt Kloster der heiligen Maria an dem Tore. Die Mönche kultivierten das Land um das Kloster und machten es so zu einem der reichsten Klöster Ostthüringens. 1150 wurde die Klosterkirche als romanische Basilika errichtet und von 1251 bis 1320 zur heutigen gotischen Klosterkirche umgebaut.
Schon 1209 wurden dem monasterium Cisterciensis ordinis apud Portam, das unter besonderem Schutz der sächsischen Herzöge stand, 27 Orte gehörig genannt mit einer Gesamtanzahl von 163 Hufen, zuzüglich von Waldungen und Wiesen. Später wurde das Kloster durch Erbschaften, Schenkungen und Kauf einer der größten Grundbesitzer im nördlichen Thüringen.
Nach der Säkularisation des Klosters 1540 gründete der sächsische Herzog Moritz dort am 21. Mai 1543 eine der drei sächsischen Fürstenschulen, in deren Tradition die in den ehemaligen Klostergebäuden untergebrachte heute noch bestehende Landesschule Pforta steht. Schulpforte gehörte von 1543 bis 1815 zum kursächsischen Amt Pforta.
1657 ließ Herzog August von Sachsen-Weißenfels im kursächsischen Schulpforte eine geistliche Inspektion einrichten, die die kirchenrechtliche Aufsicht bis 1749 übernahm. Die Kirchen und Schulen aller schriftsässigen Orte in den zur Sekundogenitur Sachsen-Weißenfels gehörigen Ämtern Freyburg, Weißenfels und Eckartsberga wurden ihr unterstellt. Durch die Beschlüsse des Wiener Kongresses kam Schulpforte zu Preußen und wurde 1816 dem Landkreis Naumburg im Regierungsbezirk Merseburg der Provinz Sachsen zugeteilt, zu dem der Ort bis zur Auflösung des Kreises 1932 gehörte.

## In Schulpforte geborene Persönlichkeiten
- Karl Heinrich Geisler (1742–1789), Rechtswissenschaftler
- August Ferdinand Möbius (1790–1868), Mathematiker und Astronom an der Universität Leipzig
- Heinrich Eduard Schmieder (1794–1893), Theologe und Ehrenbürger in Wittenberg
- Karl Ferdinand Koberstein (1836–1899), Schauspieler und Dramaturg
- Oskar Hossfeld (1848–1915), deutscher Architekt und preußischer Baubeamter
- Otto Kern (1863–1942), klassischer Philologe und Archäologe
- Hans Koberstein (1864–1945), Maler, Grafiker und Kunstgewerbler
- Richard D. Volkmann (1870–1954), Kolonialoffizier in Deutsch-Südwestafrika
- Rolf Maaß (1893–1940), Gewerkschafter

### Allgemein
- Gerhard Arnhardt: Schulpforte. Eine Schule im Zeichen der humanistischen Bildungstradition (= Monumenta paedagogica, Reihe A, Geschichte der bürgerlichen Bildungspolitik und Pädagogik, Band 25). Verlag Volk und Wissen, Berlin 1988.
- Ines Dorfmüller, Rudolf Konetzny: Kloster Pforta. Homilius, 1997, ISBN 3-89706-090-6.
- Sigrid Schütze-Rodemann, Gerd Schütze: Pforta: Das Zisterzienserkloster, die Landesschule. Bildband, 54 Fotografien. Schnell und Steiner, Regensburg 2001, ISBN 3-7954-1419-9.
- Mathias Köhler, Reinhard Schmitt: Das Zisterzienserkloster Pforta (DKV-Kunstführer Straße der Romanik, 477/3). Dt. Kunstverlag, München u. a. 2003.
- Petra Dorfmüller, Eckart Kissling: Schulpforte. Zisterzienserabtei Sankt Marien zur Pforte, Landesschule Pforta. Dt. Kunstverlag, München 2004, ISBN 3-422-06499-0.

### Geschichte
- Justin Bertuch, Johann Martin Schamel, Ernst Brotuff: Teutsches Pfortisches Chronicon. Leipzig 1734.
- Justin Bertuch: Chronicon Portense duobus libris distinctum. Leipzig 1739.
- Carl Friedrich Heinrich Bittcher: Pförtner Album: Verzeichniß sämmtlicher Lehrer und Schüler der Königl. Preuß. Landesschule Pforta vom Jahre 1543 bis 1843. Eine Denkschrift zur dritten Säkularfeier der Anstalt den 21. Mai 1843. Vogel, Leipzig 1843.
- Gottfried August Benedict Wolf: Chronik des Klosters Pforte nach urkundlichen Nachrichten, 2 Bde. Leipzig 1843–1846 (Digitalisat Band 1, Digitalisat Band 2).
- Paul Böhme: Zur Geschichte des Cisterzienser-Klosters St. Marien zur Pforte, 1873.
- Paul Böhme: Pforte und seine kunstgeschichtliche Bedeutung. In: Neujahrsblätter der historischen Kommission der Provinz Sachsen, Ausgabe 12, 1888.
- Paul Böhme: Urkundenbuch des Klosters Pforte, 2 Bde. Druck und Verlag Otto Hendel, Halle 1893.
- Max Hoffmann: Pförtner Stammbuch 1543–1893. Weidmann, Berlin 1893.
- Louis Naumann: Die Pfortaschen Amtsdörfer und der dreißigjährige Krieg, 1912.
- Fritz Heuer: Die Rektoren der Landesschule Pforta. In: Die Pforte: Zeitschrift des Pförtner-Bundes. 19. Jg. 1942, Heft 1, S. 13–16.
- Robert Pahncke: Schulpforte. Geschichte des Zisterzienserklosters Pforte. Koehler & Amelang, Leipzig 1956.
- Cornelia Oefolin: Zur Geschichte der gotischen Klosteranlage des Klosters Pforta in Thüringen (1132–1540). In: Hermann Nehlsen, Klaus Wollenberg (Hrsg.): Zisterzienser zwischen Zentralisierung und Regionalisierung. 400 Jahre Fürstenfelder Äbtetreffen. Fürsterfelder Reformstatuten von 1595–1995. Teil 1. Peter Lang, Frankfurt/Main 1998, S. 185–220.
- Holger Kunde: Das Zisterzienserkloster Pforte. Die Urkundenfälschung und die frühe Geschichte bis 1236. Verlag Böhlau, 2003, ISBN 3-412-14601-3.
- Klaus-Dieter Fichtner: Schulpforte: Geschichte und Geschichten. Hrsg.: Pförtner Bund e. V., Schulpforte 2011.
- Dirk Heinecke: Schulpforta 1945–1958 – Tradition, Restauration, Transformation. Sax-Verlag, 2017, ISBN 978-3-86729-195-8.

### Baugeschichte
- Wilhelm Paul Corssen: Alterthuemer und Kunstdenkmale des Cisterzienserklosters St. Marien und der Landesschule zur Pforte. Verlag des Waisenhauses, Halle 1868 (online bei books.google.com).
- Werner Hirschfeld: Zisterzienserkloster Pforte. Geschichte seiner romanischen Bauten und ein älteres Westwerk. Burg 1933.
- Gerhard Leopold, Ernst Schubert: Zur Baugeschichte der ehemaligen Zisterzienserklosterkirche in Schulpforta. In: Ernst Schubert (Hrsg.): Sachsen und Anhalt. Jahrbuch der Historischen Kommission für Sachsen-Anhalt. Weimar 1994.
- T. Kempf, B. Korten, G. Schier, H. Schulz: Baugeschichte des ehem. Brennereigebäudes von Kloster Pforta. In: Denkmalpflege in Sachsen-Anhalt, 1998, ISSN 9991-2546.
- Achim Hubel, Johannes Cramer, Christiane Hartleitner, Rudolf Dellermann: Forschungen zum Kloster Schulpforta: Ergebnisse eines Arbeitsprojektes im Rahmen des Graduiertenkollegs „Kunstwissenschaft–Bauforschung–Denkmalpflege“ der Otto-Friedrich-Universität Bamberg und der technischen Universität Berlin. 2003, ISBN 3-89923-025-6.
- Werner Schoenheinz: Die romanischen Bauten des Zisterzienserklosters St. Marien in Pforte an der Saale. Edition Akanthus, 2006, ISBN 3-00-018987-4.
- Jördis Körner: Die Klosteranlage von St. Marien zu Schulpforte (Pforta) und ihre Filiationen in Mittelosteuropa (Hallesche Beiträge zur Kunstgeschichte 13). Universitätsverlag Halle-Wittenberg, Halle 2017, ISBN 978-3-86977-167-0.